# پالم آیلند (فلوریدا)
پالم آیلند (به انگلیسی: Palm Island) یک منطقهٔ مسکونی در ایالات متحده آمریکا است که در میامی بیچ، فلوریدا واقع شده‌است. پالم آیلند ۳۲۹ نفر جمعیت دارد.